# اوتوفرادات یکم

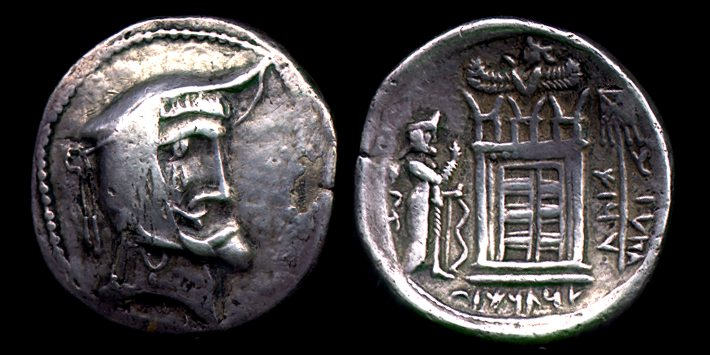
سکهٔ اوتوفرادات

اوتوفرادات ساتراپ لیدیه و ایونیا در دوره اردشیر دوم هخامنشی در سده چهارم پیش از میلاد بود.